# Ross Sykes
Ross Sykes, né le 26 mars 1999 à Burnley au Royaume-Uni, est un footballeur anglais qui joue au poste de défenseur central pour l'Union Saint-Gilloise.

## Biographie
Sykes est né à Burnley, dans le Lancashire où il fréquente l'Unity College de la ville. Il commence sa carrière au sein de l'équipe locale de Burnley Football Club, jouant pour son équipe de jeunes entre onze et treize ans avant d'être libéré. Après avoir failli abandonner le football, sa mère le persuade de faire un essai à Accrington Stanley, club de la ville voisine d'Accrington, et il est ensuite recruté par le club. 

### Carrière professionnelle

#### Accrington Stanley
En mai 2016, il signe son premier contrat professionnel pour deux ans à Accrington Stanley, bien qu'il soit stagiaire de première année. Il fait ses débuts en équipe première pour le club en août 2016, en débutant lors de la défaite 3-0 contre Crewe Alexandra en phase de groupes de l'EFL Trophy. Après un court passage de six semaines en octobre et novembre 2017 en prêt à Southport FC, Accrington exerce une option contractuelle à la fin de la saison 2017-2018 pour le conserver. Il devient alors titulaire régulier du club évoluant en EFL League One, le championnat d'Angleterre de troisième division.

#### Union Saint-Gilloise
Le 23 juin 2022, Sykes rejoint l'Union Saint-Gilloise, équipe bruxelloise de Première Division belge pour un montant non divulgué,. Il est fréquemment aligné dans l'axe défensif au côté de son compatriote Christian Burgess et inscrit plusieurs buts de la tête sur phases arrêtées. Le 28 février 2024, il marque dans le temps additionnel le but de la victoire 2-0 contre le Club Brugge KV lors de la demi-finale retour de la Coupe de Belgique 2023-2024, ce qui permet à l'Union SG de s'imposer 3-2 au total et de se qualifier pour sa première finale depuis 1914 qu'elle remporte contre l'Antwerp 1-0. Monté au jeu en fin de rencontre, Sykes participe à cette victoire historique. Le 25 mai 2025, il est titulaire lors du match pour le titre de champion de Belgique contre La Gantoise.

## Palmarès

### En club
|  |  | Union Saint-Gilloise - Championnat de Belgique (1) : - Champion : 2025. - Vice-champion : 2024. - Coupe de Belgique (1) : - Vainqueur : 2024. - Supercoupe de Belgique : - Finaliste : 2025. |